# Ligne de Leangen
La ligne de Leangen aussi appelée ligne Stavne-Leangen est une ligne de chemin de fer norvégienne longue de 5,8 km qui contourne Trondheim via le tunnel de Tyholt long de 2,7 km.
La ligne fournit une connexion alternative entre la ligne de Dovre et la ligne du Nordland, ce qui permet aux trains de contourner la gare centrale de Trondheim. La ligne comprend le pont de Stavne sur la rivière Nidelva, la gare de Lerkendal et le tunnel de Tyholt.

## Histoire
La construction de la ligne a commencé au cours de la Seconde Guerre mondiale par la Wehrmacht. L'armée allemande occupait la Norvège, et souhaitait  rendre le chemin de fer à Trondheim résistant au sabotage. En raison de la durée de construction du tunnel qui a pris beaucoup plus de temps que prévu, les voies étaient posées dans les rues de la ville.  La ligne n'était toujours pas achevée à la fin de la guerre. 
Les chemins de fer norvégiens reprirent la construction de la ligne dans les années 50. La ligne a été officiellement mise en service le 1er juin 1957 et le trafic  commença le lendemain. La ligne fut initialement utilisée uniquement pour les trains de marchandises, même si elle fut parfois utilisée par les trains de voyageurs, surtout quand il y avait des travaux d'entretien sur les ponts. La gare de Lerkendal  a ouvert ses portes le 1er décembre 1988,  et à la mise en place des trains de banlieue du Trøndelag en 1993, la gare a commencé à être utilisée pour des services réguliers de trains de banlieue. 

## Gares desservies
- Marienborg
- Lerkendal
- Leangen